# Henry Ernest Tanner
Pour les articles homonymes, voir Henry Tanner et Tanner.
Henry Ernest Tanner (1868-24 juin 1940) est un homme politique canadien de la Colombie-Britannique. Il est député provincial libéral de Saanich de 1903 à 1907,.

## Biographie
Né en Angleterre, Tanner s'établit à South Saanich en transitant par la Californie autour de 1891. Il sert comme premier président de la Fruit Growers Association locale et est également un membre actif de la société de tempérance locale.
Il meurt à Victoria en juin 1940 à l'âge de 72 ans,.